# فيانا ديل بويو
بلدية فيانا ديل بويو (بالإسبانية: Viana del Bollo) هي بلدية تقع في مقاطعة أورينسي التابعة لمنطقة غاليسيا شمال غرب إسبانيا.

## الديموغرافيا
بلغ عدد سكان بلدية فيانا ديل بويو 3.247 نسمة عام 2011 (وفقاً للمعهد الوطني للإحصاء الإسباني).
| 4.389 | 4.202 | 3.826 | 3.575 | 3.442 | 3.382 | 3.247 |

## صور

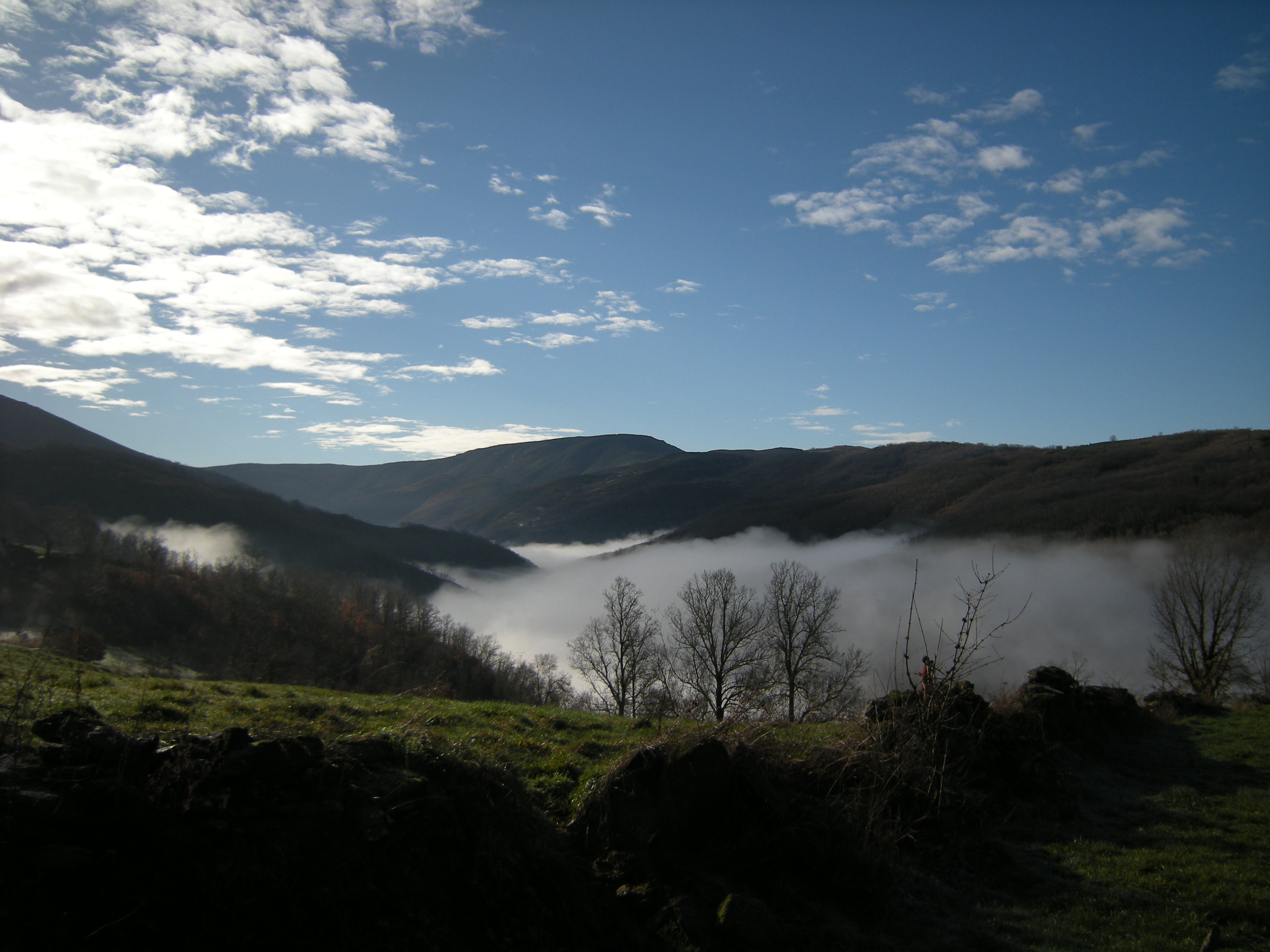
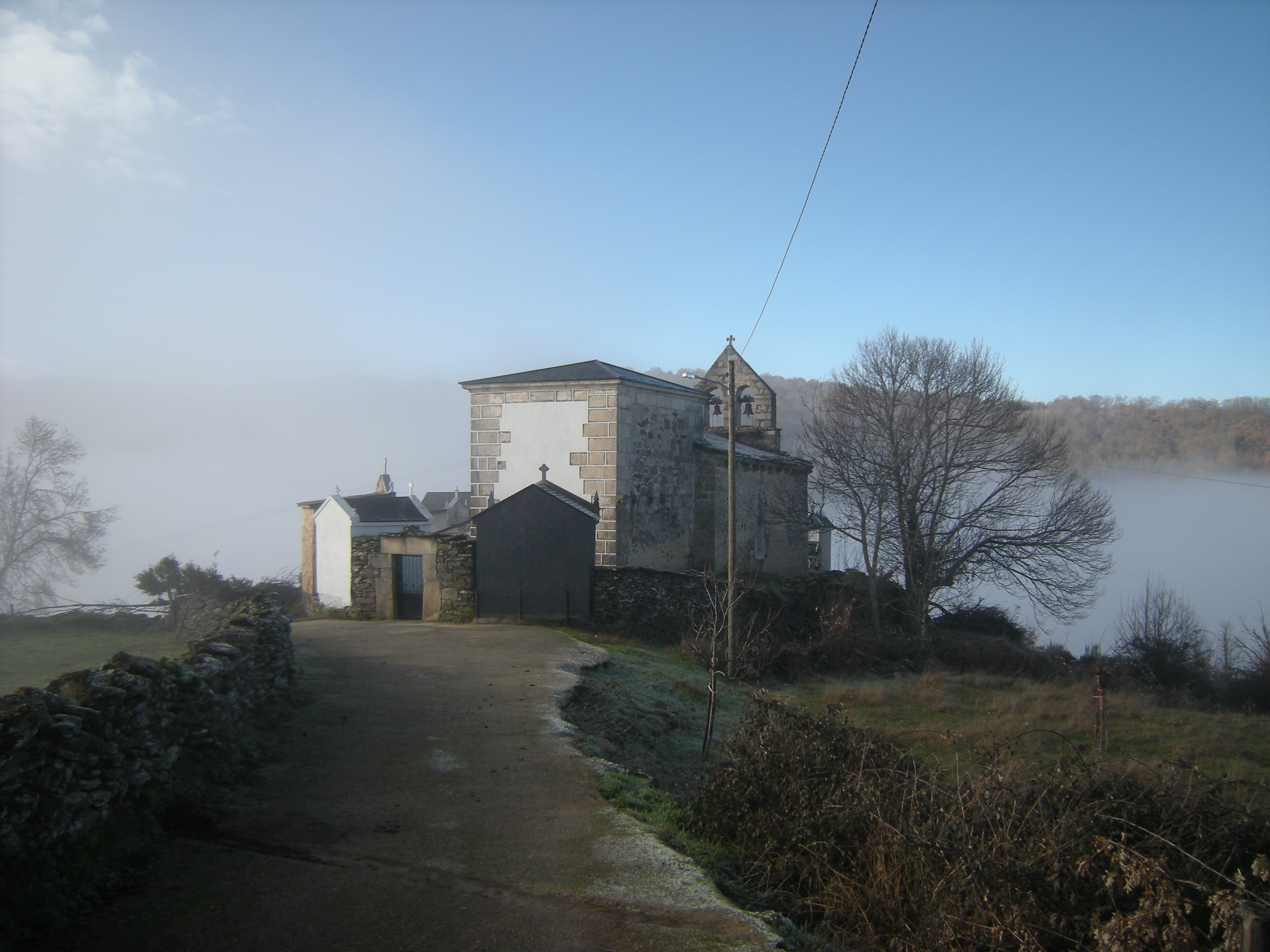